# الوطنية المصرية لاستكشاف وتنمية البترول
الشركة الوطنية المصرية لاستكشاف وتنمية البترول هي شركة مساهمة حكومية مصرية، أنشأت سنة 2017، تعمل في مجال التنقيب عن البترول في منطقتي امتياز داخل مصر هما جنوب شرق رأس قطارة وجنوب شرق أبوسنان في الصحراء الغربية.

## المساهمين
تتوزع نسب المساهمين في الشركة كالتالي:
- جهاز مشروعات الخدمة الوطنية (70%).
- الهيئة المصرية العامة للبترول (20%).
- العامة للبترول (10%).

## وصلات خارجية
- الموقع الرسمي للشركة.